# كراب ماتس
كراب ماتس (بالإنجليزية: Crap Mats)‏ هو أحد جبال سلسلة جبال الألب غلاروس وجزء من القمة الأم رينغيلزبيش يقع في كانتون غراوبوندن، سويسرا. يبلغ ارتفاع الجبل حوالي 2947 متر، بينما يبلغ ارتفاع نتوء الجبل 97 متر.